# Ossancora
Ossancora is een geslacht van straalvinnige vissen uit de familie van de doornmeervallen (Doradidae).

## Soorten
- Ossancora asterophysa Birindelli & Sabaj Pérez, 2011
- Ossancora eigenmanni (Boulenger, 1895)
- Ossancora fimbriata (Kner, 1855)
- Ossancora punctata (Kner, 1855)